# Marco Minnemann
Marco Minnemann (Hannover, Alemania; 24 de diciembre de 1970) es un baterista, compositor y multinstrumentista alemán. Actualmente vive en San Diego (California).

## Biografía
Comenzó a tocar el órgano a los seis años, y a los once se pasó a la batería y la guitarra.
Su primer contrato de grabación fue firmado a la edad de diecinueve años y continuó con la presentación de cinco CD con la banda “Freaky Fukin’ Weirdoz”. Marco también ha tocado con otros artistas como Nina Hagen, Wolfgang Schmid, The Kick y con su grupo “Illegal Aliens”.
Ha participado en clínicas, giras y festivales de batería incluyendo el “Modern Drummer Festival”, “Montreal Drum Fest.” Y “PASIC”. La popularidad de Marco se ha extendido por todo el mundo consiguiendo reconocimientos por parte de bateristas como Steve Smith, Virgil Donati, Mike Mangini, etc
Entre 2007 y 2008 fue el baterista de la banda de death metal Necrophagist.
En 2010 participó en la gira de reunión de UK junto a Eddie Jobson y John Wetton, lo que se repitió en 2013 con la gira a Japón con DVD como resultado.
En enero de 2011 formó el trío instrumental The Aristocrats junto a Guthrie Govan y Bryan Beller. El trío ha continuado en activo de manera intermitente desde entonces.
En abril de 2011 audicionó para ser el nuevo baterista de Dream Theater en sustitución de Mike Portnoy, siendo uno de los preferidos de la banda entre los 7 bateristas audicionados, pero ese lugar lo tomó Mike Mangini. Poco después, en septiembre de 2012 comenzó a grabar junto a Steven Wilson para su nuevo disco.

## Libros
- Ultimate Play Along Drum Trax.
- Extreme Interdependence: Drumming Beyond Independence (With Audio CD) - Nov 2001
- Maximum Minnemann 2006

## DVD
- Marco Minnemann: Live in L.A. - June 2001
- Extreme Drumming 2003
- Space Ship Live - Paul Gilbert 2005
- The Marco Show 2006

## Discografía
- Thickness Illegal Aliens-1996
- Red Alibis Illegal Aliens-1997
- Time- Illegal Aliens 1998
- The Green Mindbomb- 1998
- Comfortably Homeless- 1999
- International Telephone Illegal Aliens- 2000
- Motor Minnemann/ Brinkmann- 2002
- Orchids- 2002
- Normalizer Minnemann/ Mario Brinkmann- 2003
- Broken Orange- 2003
- Mieze- 2004
- Disarmed Brinkmann, Minnemann, Trentini- 2005
- Swine Songs-best of- 2006
- Contraire de la chanson- 2006
- Housewifedogandtwokids- 2007
- A mouth of God-2008
- Normalizer 2- 2008
- Catspoon-2009
- Levin Minnemann Rudess-2013